# Immanuelskyrkan, Örebro
Immanuelskyrkan (Baptistförsamlingen Immanuel) är en frikyrkoförsamling i Örebro med cirka 780 medlemmar (2020) som samarbetar med Evangeliska Frikyrkan.

## Historia
Församlingen bildades 1907 av 32 medlemmar som lämnade Betelkyrkan på Köpmangatan för att grunda Örebros tredje baptistförsamling i den nya stadsdelen Väster. Kyrkobyggnaden på Ekersgatan 15 invigdes i januari 1909. 1951 schaktade man ur för ungdomslokaler under kyrksalen. 1979 byggdes kyrkan till med lokaler för café och ungdomsverksamheter. I mars 2020 togs det första spadtaget för en ny kyrkobyggnad i Södra Ladugårdsängen i Örebro.
Gospelkören Joybells grundad 1963, är en gospelkör med internationella turnéer och ett tiotal skivinspelningar. 
Barnkören One Piece med ett 80-tal deltagare har givit ut flera CD-skivor.
Stenbodagården vid Östra Laxsjön mellan Laxå och Askersund är församlingens sommargård.

## Internationellt
Immanuelskyrkan stöder genom Evangeliska Frikyrkan församlingsgrundande och socialt arbete internationellt.
I Mellanöstern och Nordafrika förmedlar tevekanalen SAT-7 tro, hopp och kärlek till 25 miljoner tittare. 
I flera länder i södra Afrika skapar organisationen Give a Child a Family (Ge ett barn en familj) utifrån centret Place of Restoration i Margate, Sydafrika, trygga platser för omhändertagna barn. 
I Centralafrikanska republiken stöds Evangeliska baptistkyrkans utbildning, uppbyggnad av jordbrukskooperativ och support till bayakafolket som lever i landets regnskogar. Läs mer om insatserna i CAR på Evangeliska Frikyrkans hemsida.
Också på andra håll i Afrika och Asien får människor utbildning och möter kristen tro genom församlingens försorg. 
Baptistförsamlingen i Viborg i Ryssland är vänförsamling sedan 1992.

## Samarbeten och sammanhang i Örebro
Immanuelskyrkan finns med i Örebro Kristna Samarbetsråd , Örebro Frikyrkoråd och Örebro Stadsmission och är tillsammans med Evangeliska Frikyrkan och Baptistförsamlingen Filadelfia huvudman för Örebro folkhögskola.

### Fotnoter
1. ↑  ”Tycker du att pastorer borde stanna längre på samma plats?”. Dagen. 14 mars 2003. http://www.dagen.se/bilagor/tycker-du-att-pastorer-borde-stanna-langre-pa-samma-plats-1.255586. Läst 29 december 2017.